# Vararia maremmana
Vararia maremmana är en svampart som beskrevs av Bernicchia 1992. Vararia maremmana ingår i släktet Vararia och familjen Lachnocladiaceae.   Inga underarter finns listade i Catalogue of Life.